# Song (compagnie aérienne)
Pour les articles homonymes, voir Song (homonymie).
Song était une compagnie aérienne, filiale de Delta Air Lines, créée en avril 2003 pour répondre à la montée en puissance de JetBlue Airways sur les liaisons entre New York et la Floride.
Song exploitait des liaisons intérieures avec un flotte d'appareils de même type. Song n'était pas une compagnie à part entière, juste un nom commercial pour le concept de Delta, puisqu'elle n'avait pas de code AITA ni de Callsign propre: tous les vols étaient opérés sous numéro de vol Delta.

## Les appareils

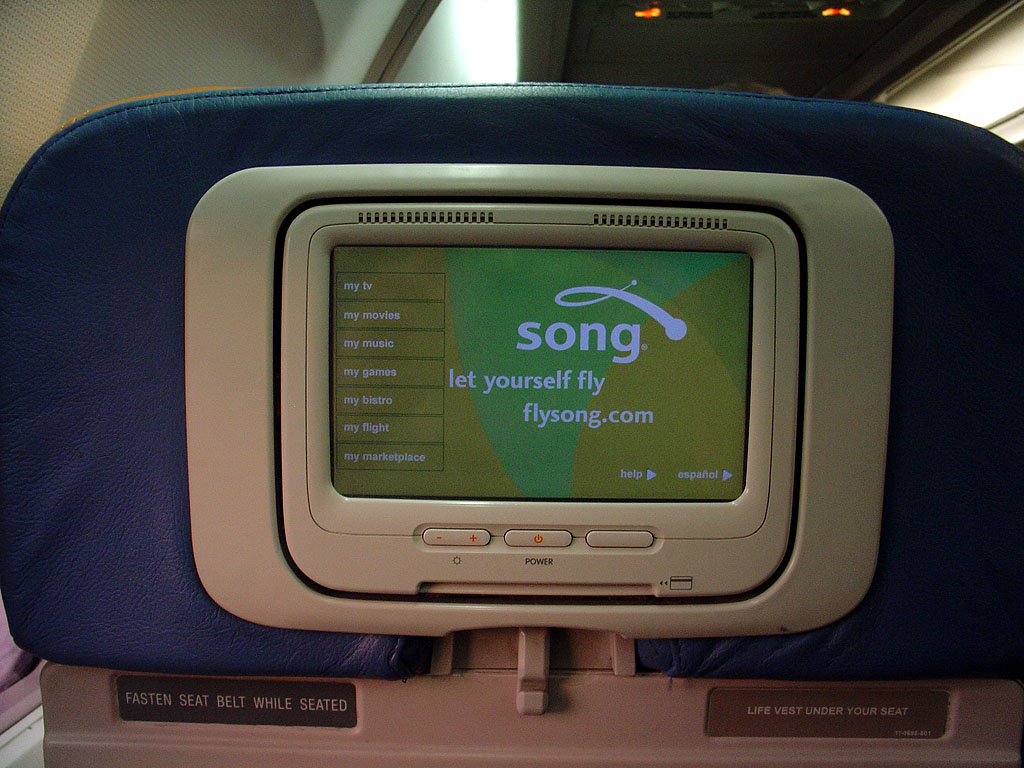
IFE

La compagnie connu un fort succès avec ses 44 Boeing 757-200 peints en livrée verte mais aussi certains en rose. Tous les appareils étaient équipés de systèmes de vidéos et de divertissement (IFE) de qualité permettant de recevoir en direct 24 chaînes satellites en qualité numérique, de créer ses propres playlists musicales et bien plus encore. Rappelons que tous les sièges des appareils de la compagnie étaient en cuir et que tous disposaient d'un écran individuel à chaque siège.
Song disposait de 48 Boeing 757-200 qui avaient été dernièrement équipés d’une première classe (26 passagers) au lieu des seuls 199 passagers en classe unique actuels, avec un espacement de 84 cm entre chaque siège.

## Fin des opérations
Delta Air Lines a décidé d'intégrer Song à sa flotte mère en mai 2006 et donc de supprimer cette compagnie en tant que telle. Toutefois, la plupart des vols de Song sont maintenant opérés par Delta pour éviter de supprimer les lignes anciennement bien fréquentées.
Le dernier vol de Song fut le vol DL 2056 reliant Las Vegas McCarran International Airport à Orlando International Airport qui a décollé à le 30 avril 2006.
Tous les anciens appareils de Song ont été reconfigurés en configuration 26 First 158 Economique et volent désormais aux couleurs de Delta.

## Destinations

### USA
- Californie
  - Los Angeles  (Aéroport international de Los Angeles)
  - San Francisco  (Aéroport international de San Francisco)
- Connecticut
  - Hartford (Bradley International Airport)
- Floride
  - Fort Myers (Aéroport international du sud-ouest de la Floride)
  - Fort Lauderdale (Aéroport international de Fort Lauderdale-Hollywood)
  - Orlando (Aéroport international d'Orlando)
  - Tampa (Aéroport international de Tampa)
  - West Palm Beach (Aéroport international de Palm Beach)
- Massachusetts
  - Boston (Aéroport international de Boston-Logan)
- New York
  - New York
    - (Aéroport international de New York-John F. Kennedy)
    - (Aéroport de New York-LaGuardia)
- Nevada
  - Las Vegas (Aéroport de Las Vegas-McCarran)
- Washington
  - Seattle (Aéroport international de Seattle-Tacoma)

### Caraïbes
- Aruba
  - Oranjestad (Aéroport international Reine-Beatrix)
- République dominicaine
  - Punta Cana (Aéroport international de Punta Cana)
  - Santiago (Aéroport international du Cibao)
  - Saint-Domingue (Aéroport international Las Américas)
- Puerto Rico
  - San Juan (Luis Muñoz Marín International Airport)

### Anciennes destinations
Ces destinations avaient été supprimées avant la fusion Delta/Song
- Bahamas
  - Nassau (Aéroport international Lynden Pindling)
- Géorgie
  - Atlanta (Aéroport international Hartsfield-Jackson d'Atlanta)
- New Jersey
  - Newark (Newark Liberty International Airport)
- Virginie
  - Washington, D.C., suburbs (Washington Dulles International Airport)

## Autres informations
L'ancien site de la compagnie a été entièrement archivé et est disponible ici : https://web.archive.org/web/20060106051310/www.flysong.com/home/index.jsp